# Vũ Trọng Hà
Vũ Trọng Hà (3 tháng 4 năm 1930 – 7 tháng 10 năm 2017) là Thiếu tướng Quân đội nhân dân Việt Nam và chính trị gia người Việt Nam, nguyên Tư lệnh Binh chủng Công binh, Quân đội nhân dân Việt Nam.

## Xuất thân
Vũ Trọng Hà sinh ngày 3 tháng 4 năm 1930, tại phường Hàng Kênh, quận An Hải, TP Hải Phòng; trú tại số nhà 6B-C8, Khu tập thể Nam Đồng, phường Nam Đồng, quận Đống Đa, TP Hà Nội.

## Binh nghiệp
Vũ Trọng Hà được Đảng, Nhà nước Việt Nam phong quân hàm Thiếu tướng năm 1988. Ông nghỉ hưu tháng 7 năm 1995. Vũ Trọng Hà qua đời ngày 7 tháng 10 năm 2017 tại Bệnh viện Trung ương Quân đội 108.